# Никитин, Василий Михайлович (Герой Советского Союза)
Василий Михайлович Никитин (1918—1945) — лейтенант Рабоче-крестьянской Красной Армии, участник Великой Отечественной войн, Герой Советского Союза (1945).

## Биография
Василий Никитин родился в 1918 году в деревне Балакирево (ныне — Бологовский район Тверской области). После окончания начальной школы работал в колхозе. В 1939 году Никитин был призван на службу в Рабоче-крестьянскую Красную Армию. С начала Великой Отечественной войны — на её фронтах. В боях три раза был ранен. В 1944 году Никитин окончил курсы младших лейтенантов.
К январю 1945 года лейтенант Василий Никитин командовал пулемётным взводом 1105-го стрелкового полка 328-й стрелковой дивизии 47-й армии 1-го Белорусского фронта. Отличился во время освобождения Польши. 16 января 1945 года взвод Никитина в числе первых переправился через Вислу к северу от Варшавы и принял активное участие в боях за захват и удержание плацдарма, захватив немецкие траншеи и уничтожив дзот противника, что способствовало переправе всего полка.
Указом Президиума Верховного Совета СССР от 27 февраля 1945 года за «мужество и героизм, проявленные при форсировании Вислы и удержании плацдарма на её западном берегу» лейтенант Василий Никитин был удостоен высокого звания Героя Советского Союза. Орден Ленина и медаль «Золотая Звезда» он получить не успел, так как погиб в бою 4 мая 1945 года в районе Потсдама. Похоронен в германском населённом пункте Пириц в районе Берлина.
Был также награждён рядом медалей.
В честь Никитина названа улица в его родном селе.